# Tom Gries
Pour les articles homonymes, voir Gries (homonymie).
Tom Gries est un producteur, réalisateur et scénariste américain, né le 20 décembre 1922 à Chicago, dans l'Illinois, et mort le 3 janvier 1977 à Pacific Palisades, en Californie (États-Unis).

## Filmographie

### Comme réalisateur

#### Cinéma
- 1954 : Serpent Island (en)
- 1955 : Hell's Horizon (en)
- 1958 : Girl in the Woods (en)
- 1968 : Will Penny, le solitaire (Will Penny)
- 1969 : Les 100 fusils (100 Rifles)
- 1969 : Number One
- 1970 : Pauvres Fous (en) (Fools)
- 1970 : Le Maître des îles (The Hawaiians)
- 1972 : Journey Through Rosebud (en)
- 1973 : Madame Bijoux (en) (Lady Ice)
- 1975 : L'Évadé (Breakout)
- 1975 : Le Solitaire de Fort Humboldt (Breakheart Pass)
- 1977 : Le Plus Grand (The Greatest)

#### Télévision
- 1956 : Wire Service (en) (série TV)
- 1957 : Richard Diamond, Private Detective (série TV)
- 1959 : Johnny Ringo (en) (série TV)
- 1960 : Échec et Mat (Checkmate) (série TV)
- 1962 : The Nurses (en) (série TV)
- 1962 : Combat ! (série TV)
- 1964 : Voyage au fond des mers (Voyage to the Bottom of the Sea) (série TV)
- 1965 : A Man Called Shenandoah (en) (série TV)
- 1965 : Les Espions (I Spy) (série TV)
- 1965 : Honey West (série TV)
- 1966 : Brigade criminelle (Felony Squad) (série TV)
- 1966 : Commando du désert (The Rat Patrol) (série TV)
- 1967 : Commando Garrison (Garrison's Gorillas) (série TV)
- 1971 : Earth II (en) (TV)
- 1972 : La Corruption, l'Ordre et la Violence (The Glass House) (TV)
- 1973 : Call to Danger (en) (TV)
- 1973 : Manhattan poursuite (en) (The Connection) (TV)
- 1974 : Les Vagabonds du nouveau monde (en) (The Migrants) (TV)
- 1974 : QB VII (feuilleton TV)
- 1974 : The Healers (TV)
- 1976 : Helter Skelter (TV)
- 1976 : Hunter (TV)

### Comme scénariste
- 1952 : La Hyène du Missouri (The Bushwhackers)
- 1954 : Hunters of the Deep
- 1955 : Le Roi des dinosaures (King Dinosaur)
- 1955 : Hell's Horizon (en)
- 1959 : Mustang!
- 1968 : Will Penny, le solitaire (Will Penny)
- 1969 : Les 100 fusils (100 Rifles)

### Comme producteur
- 1952 : Les Indomptables (The Lusty Men)
- 1953 : Donovan's Brain
- 1954 : Hunters of the Deep
- 1973 : Hell's Horizon (en)
- 1974 : Les Vagabonds du nouveau monde (en) (The Migrants) (TV)
- 1976 : Helter Skelter (TV)